# Júlio César Jacobi
Júlio César Jacobi (Guaramirim, 2 de setembro de 1986), é um futebolista brasileiro que atua como goleiro. Atualmente está no Villa Nova.

## Carreira

### Botafogo
Início promissor
Júlio César chegou ao Botafogo na metade de 2005, depois de ter sido um dos destaques do Paraná, onde também seu irmão Darci também foi goleiro, que alcançou a terceira colocação na Copa São Paulo de Futebol Júnior de 2005. Em menos de um ano e meio no Rio de Janeiro, Júlio César chamou a atenção do preparador de goleiros do clube Acácio pela técnica demonstrada nos treinamentos. Até então terceiro goleiro do Botafogo, sua estreia como profissional foi em 26 de novembro de 2006 contra o Corinthians, em partida válida pela penúltima rodada do Brasileirão de 2006.
Em 2007, após sucessivas falhas de Max e Lopes, Júlio César foi promovido a titular do gol botafoguense com apenas 20 anos de idade. Passando tranquilidade à equipe, o goleiro destacou-se por suas defesas, consagrando-se num clássico vencido por 1 a 0 contra o Fluminense, quando defendeu um pênalti cobrado por Carlos Alberto. Nesse mesmo ano, Júlio César fez um duelo a parte com Romário. O atacante, que buscava o milésimo gol em sua carreira, teve dois jogos contra o Botafogo de Júlio César em abril de 2007. Contudo, em nenhuma dessas partidas o Baixinho conseguiu passar por Júlio César. No segundo jogo, em 11 de abril, válido pelas semifinais da Taça Rio, a partida, empatada em 4 a 4, foi para a disputa por pênaltis, e Júlio César defendeu a cobrança de Moraes, e ajudou o clube a ir à final da competição após o 4 a 1 naquela disputa. Na final, Júlio César conquista seu primeiro título como titular: a Taça Rio de 2007.
Júlio César seria também aclamado em um jogo contra o Grêmio pelo Brasileirão de 2007. Quando marcado um pênalti cometido por ele ao colidir o queixo com a perna de um adversário, o goleiro ficou desacordado por um breve momento, mas se manteve em campo. Júlio César defendeu o pênalti cobrado por Amoroso, mesmo com a visão embaçada pelo choque. Minutos depois, foi substituído devido a tonturas.
Falhas
Apesar de mostrar potencial, o jovem goleiro de 20 anos foi criticado no primeiro jogo da final do Campeonato Carioca de 2007, entre o campeão da Taça Guanabara (Flamengo) e o campeão da Taça Rio (Botafogo), quando cometeu um pênalti em Renato Abreu, quando sua equipe vencia por 2 a 0, foi expulso e, no final do jogo, o Rubro-Negro conseguiu o empate. No jogo seguinte, Júlio César estava impossibilitado de atuar pela sua suspensão, e o Flamengo sagrou-se campeão, nos pênaltis.
Dias depois, na semifinal da Copa do Brasil contra o Figueirense, após ter sido o herói do Botafogo ao impedir um resultado ainda pior na derrota por 2 a 0, Júlio César falhou grosseiramente ao levar um gol aos 43 minutos do segundo tempo, quando sua equipe vencia por 2 a 0, eliminando assim a possibilidade da disputa de pênaltis do polêmico jogo em que o Alvinegro Carioca teve ainda dois gols mal anulados pela assistente Ana Paula Oliveira. O Botafogo, mesmo vencendo o jogo por 3 a 1, foi eliminado da competição pela regra do gol fora de casa. A repercussão da eliminação foi traumática para a torcida do Botafogo.
No Campeonato Brasileiro, Júlio César viria a perder a vaga no time botafoguense após apresentar falhas contra o Náutico, na vitória por 3 a 1, contra o Sport, empate em 3 a 3, e contra o Cruzeiro, derrota por 3 a 2. Depois das sucessivas falhas, Júlio César passou a ser alvo de críticas da torcida e perdeu a vaga de titular. 
Volta à titularidade
Deixando a posição, foi substituído pelo instável Marcos Leandro e, posteriormente, por Max e Roger, que havia sido contratado junto ao Santos como tentativa de sanar os problemas do Botafogo com arqueiros. Porém, a contusão do novo goleiro deu a Júlio César a chance de voltar ao time titular em 3 de outubro, numa derrota por 2 a 0 para o Atlético Paranaense. Jogou quatro partidas em sequência sem demonstrar as falhas que vinham atrapalhando sua carreira, mas sempre sob suspeita de sua torcida. Em outubro, com a recuperação do titular Roger, voltou para o banco de reservas.
Sem espaço na equipe, sem a confiança da torcida e sendo considerado um dos "vilões" da traumática eliminação na Copa do Brasil de 2007, Júlio César consegue sua liberação do Botafogo e, em 2008, acertou com o Belenenses, tradicional clube de Portugal.

### Passagem na Europa
Depois de uma boa passagem pelo Belenenses, foi contratado pelo também lusitano Benfica e, mais tarde, repassado ao Granada e depois ao Getafe, ambos da Espanha.

### Fluminense
Em setembro de 2014, foi contratado pelo Fluminense.Júlio César assumiu a titularidade somente no segundo semestre de 2016, com a lesão do titular Diego Cavalieri. Na temporada 2018 onde foi titular absoluto, fez defesas importantíssimas para a permanência do Fluminense na elite do futebol brasileiro sendo uma delas o pênalti defendido na última rodada do Brasileiro 2018, que selou a permanência do Fluminense na série A.Júlio César era considerados um dos mais experientes do grupo e um dos líderes em campo, Foi ele juntamente com Gum e Digão que foram conversar com os torcedores que invadiram o CT do Fluminense.

### Grêmio
No dia 03 de janeiro de 2019, o jogador assina um contrato de 2 anos, pelo clube do Grêmio. O Goleiro assina  pra ser titular do clube, já que o ídolo  Marcelo Grohe, foi vendido ao clube Al-Ittihad.

## Títulos
Botafogo
- Campeonato Carioca: 2006
- Taça Rio: 2006 e 2007

Benfica
- Taça da Liga: 2009–10 e 2010–11
- Campeonato Português: 2009–10

Fluminense
- Primeira Liga: 2016
- Taça Guanabara: 2017
- Taça Rio: 2018

Grêmio
- Recopa Gaúcha: 2019
- Campeonato Gaúcho 2019, 2020
- Taça Francisco Novelletto: 2020

Athletic Club
- Recopa Mineira: 2023

### Prêmios individuais
- Seleção do Campeonato Carioca: 2018